# 서점 걸
《서점 걸》(일본어: 書店ガール)은 아오노 케이의 소설 작품 시리즈이다.

## 개요
여성 서점원 콤비를 주인공으로 한 직업 엔터테인먼트 소설이다.

## 등장인물

### 서점 걸

#### 페가수스 책방 키치죠지점
니시오카 리코
점원.
오바타 아키 (구 성:키타무라)
점원.
노지마 타카노리
점장.
미타 타카히코
점원.
오자키 시호
점원.
하타다 요시오
점원.
츠지이 료스케
점원.
하기와라 마미
점원.
쿠마자와 히로미
점원.

#### 히토츠보시 출판
오바타 노부미츠
아키의 남편. 오가치의 담당 편집자.
시바타 슌스케
영업부 차장.
이와타 카즈히로
영업 담당.

#### 페가수스 책방 본부
사장
2대째 사장.
와타나베 타카유키
전무. 본부 통괄 담당.
야마다 노부오
인사 담당.

#### 그 외
니시오카 타츠토
리코의 아버지.
시미즈
서점 주인.
오가치 나오
만화가.
호시노 사부로

## 작중에 등장하는 책
서점 걸
- 《키친》 (요시모토 바나나)

서점 걸 2
- 《사랑의 기술》 (에리히 프롬)

서점 걸 3
- 《사랑의 행방》 (리처드 브라우티건)

서점 걸 4
- 《케이티 이야기》 《멋진 케이티》 (수잔 쿨리지)

## 서적 정보
서점 걸
아오노 케이 PHP 문예 문고 (PHP 연구소) 2012년 3월 16일 발매 ISBN 978-4-569-67815-3
서점 걸 2 최강인 두 사람
아오노 케이 PHP 문예 문고 (PHP 연구소) 2013년 3월 19일 발매 ISBN 978-4-569-67964-8
서점 걸 3 맡겨진 한 권
아오노 케이 PHP 문예 문고 (PHP 연구소) 2014년 5월 10일 발매 ISBN 978-4-569-76184-8
서점 걸 4 빵과 구직 활동
아오노 케이 PHP 문예 문고 (PHP 연구소) 2015년 5월 12일 발매 ISBN 978-4-569-76356-9

## 텔레비전 드라마
《싸우다! 서점 걸》(일본어: 戦う!書店ガール)의 타이틀로 드라마화되어, 2015년 4월 14일부터 6월 9일까지 칸사이 TV 제작·후지 TV 계열의 〈화요 22시대〉에서 방송되었다. 주연은 와타나베 마유와 이나모리 이즈미.

### 캐스트

#### 페가수스 책방 키치죠지점
키타무라 아키 (23) - 와타나베 마유 (AKB48)
코믹 담당 점원.
니시오카 리코 (40) - 이나모리 이즈미
부점장→점장.
미타 타카히코 (26) - 치바 유다이
아동서 담당 점원.
하기와라 마미 (25) - 스즈키 치나미
문예서 담당→학습 참고서 담당 점원.
쿠사카 케이치로 (24) - 이노오 케이 (Hey! Say! JUMP)
잡지 담당→문예지 담당 점원.
토오노 유카 - 키자키 유리아 (AKB48)
학습 참고서 담당→잡지 담당 점원.
오자키 시호 (44) - 하마다 마리
레지스터 담당 점원.
하타다 요시오 (44) - 모리오카 유타카
경리 담당 점원.
노지마 타카노리 (50) - 키노시타 호카
점장→도쿄 지구 에어리어 매니저.

#### 페가수스 책방 본점
야타베 지로 - 야마나카 타카시
사장.
야마다 신지 - 미노스케
전무.

#### 히토츠보시 출판
오바타 노부미츠 (29) - 다이토 슌스케
〈코믹 히트〉 부편집장.
시바타 슌스케 - 하세가와 토모하루
영업부 담당.

#### 오키나와 요리점 〈와라융〉
야라베 마모루 (47) - 마키타 스포츠
점주.
이이노 타카시 - 아다치 오사무
아르바이트 점원.

#### 유니콘당
타시로 토시유키 - 타나베 세이치
서점 〈유니콘당〉 도쿄 지사 개발부 소속.

#### 그 외
니시오카 타츠토 (65) - 이노우에 준
리코의 아버지.
타카다 아이코 - 쿠도 아야노
북 카페 점원.
아가치나오 - 아사리 요스케
인기 만화가.

### 스태프
- 원작 - 아오노 케이 《서점 걸》 시리즈 (PHP 문예 문고)
- 각본 - 와타나베 치호
- 음악 - 요코야마 마사루
- 주제가 - 와타나베 마유 〈만남의 연속〉 (Sony Music Records)
- 삽입곡 - SOLIDEMO 〈Girlfriend〉 (avex trax)
- 연출 - 시라키 케이치로, 키우치 켄토
- 프로듀서 - 야마시타 유이, 오키 타카코, 마츠이 요코
- 제작 저작 - 칸사이 TV

### 방송 일자
| 각 화                                                      | 방송일          | 부제                                                         | 프로그램표                                                       | 연출            | 시청률 |
| ---------------------------------------------------------- | --------------- | ------------------------------------------------------------ | ---------------------------------------------------------------- | --------------- | ------ |
| 제1화                                                      | 2015년 4월 14일 | 〈책〉을 사랑하는 최강의 두 사람 격돌!!                      | 마유유&이나모리! 책을 사랑하는 두 사람이 격돌                    | 시라키 케이치로 | 6.2%   |
| 제2화                                                      | 4월 21일        | 포기하지 않아! 사랑도, 일도… 어라운드 포티 여자, 역습 개시!! | 어라운드 포티 여자가 남자친구를 빼앗겼다!? 20대 여자와 직접 대결 | 시라키 케이치로 | 6.4%   |
| 제3화                                                      | 4월 28일        | 애증의 스파이럴! 아키와 리코를 덮치는, 덫!!                  | 도둑남에게 도게자!? 연하남을 덮친 비극                           | 키우치 켄토     | 4.6%   |
| 제4화                                                      | 5월 5일         | 지켜야 할 프라이드… 아키와 리코가 떠맡는, 책임!!             | 폭주 딸이 모두에게 미움받는다… 여상사가 내미는 손                | 키우치 켄토     | 4.7%   |
| 제5화                                                      | 5월 12일        | 새로운 사랑, 일, 그리고 그녀들을 덮치는, 현실.               | 여성 점장 탄생의 뒤에 소용돌이치는 남자들의 질투!?               | 시라키 케이치로 | 5.0%   |
| 제6화                                                      | 5월 19일        | 폐점 결정!! 분열 위기!! 최강의 두 사람이 내린 결단.          | 남자의 책략…시험받는 여성 리더의 자질                            | 시라키 케이치로 | 3.6%   |
| 제7화                                                      | 5월 26일        | 선전 포고!! 두 사람의 앞길을 가로막는 〈최저 조건〉          | 소중한 사람을 위해서…인생을 건 결단!!                            | 키우치 켄토     | 3.3%   |
| 제8화                                                      | 6월 2일         | 엇갈리는 마음…. 아키가 움켜쥐어야 할, 〈미래〉.              | 나는 아무 것도 못해…내민 대가                                    | 시라키 케이치로 | 3.7%   |
| 최종화                                                     | 6월 9일         | 폐점인가? 존속인가? 두 사람을 에워싸는 운명의, 〈순간〉.     | 폐점인가 존속인가…일과 사랑의 최종 결전!!                        | 시라키 케이치로 | 4.7%   |
| 평균 시청률 4.8% (시청률은 칸토 지구·비디오 리서치사 조사) |                 |                                                              |                                                                  |                 |        |

- 첫회·제2회는 15분 확대.

| 칸사이 TV 제작·후지 TV 계열 화요 22시 시간대 | 칸사이 TV 제작·후지 TV 계열 화요 22시 시간대 | 칸사이 TV 제작·후지 TV 계열 화요 22시 시간대 |
| 이전 작품                                    | 작품명                                       | 다음 작품                                    |
| -------------------------------------------- | -------------------------------------------- | -------------------------------------------- |
| 쩐의 전쟁 (2015.1.6 ~ 2015.3.17)             | 싸우다! 서점 걸 (2015.4.14 ~ 2015.6.9)       | HEAT (2015.7.7 ~ 2015.9.1)                   |